# Otrava lithiem
Otrava lithiem, známá také jako předávkování lithiem, je stav, kdy se v těle vyskytuje příliš vysoké množství lithia.  Příznaky mohou zahrnovat třes, zvýšené reflexy, potíže s chůzí, problémy s ledvinami a změněnou úroveň vědomí. Některé příznaky mohou přetrvávat i rok poté, co se hladiny vrátí k normálu. Jednou z komplikací může být serotoninový syndrom.
Otrava lithiem se může objevit v důsledku jeho nadměrného příjmu nebo sníženého vylučování. Nadměrný příjem může být buď následek pokusu o sebevraždu, nebo nehodou.  Snížené vylučování se může objevit v důsledku dehydratace, která je zapříčiněna zvracením nebo průjemem, dietou s nízkým obsahem sodíku nebo problémy s ledvinami. Diagnóza je obecně založena na symptomech a určení hladiny lithia v krvi vyšší než 1,2 mEq/l. 
Výplach žaludku a výplach celého střeva mohou být užitečné v řešení problému, pokud jsou provedeny včas.  Aktivní uhlí se neprokázalo jako účinné.  Při těžké toxicitě se doporučuje hemodialýza. Riziko úmrtí je obecně nízké. Akutní toxicita má obecně mírnější následky než chronická toxicita. Ve Spojených státech je toxikologickým centrům ročně hlášeno přibližně 5 000 případů. Toxicita lithia byla poprvé popsána v roce 1898.

## Příznaky a symptomy
Příznaky otravy mohou být mírné, střední nebo závažné. 
Mírné příznaky zahrnují nevolnost, pocit únavy a třes při hladině 1,5 až 2,5 mEq/l.  Mírné příznaky zahrnují zmatenost, zvýšenou srdeční frekvenci a nízký svalový tonus na úrovni 2,5 až 3,5 mEq/l. Mezi závažné příznaky patří kóma, záchvaty, nízký krevní tlak a zvýšená tělesná teplota, ke kterým dochází při koncentraci lithia vyšší než 3,5 mEq/l. Když předávkování lithiem vyvolá neurologické deficity nebo srdeční toxicitu, symptomy jsou považovány za vážné a mohou být smrtelné.

### Akutní toxicita
Při akutní toxicitě mají lidé především gastrointestinální potíže, jako je zvracení a průjem, což může vést k hypervolimii. Během akutní toxicity se lithium později dostává do centrálního nervového systému a způsobuje závratě a další mírné neurologické potíže.

### Chronická toxicita
Při chronické toxicitě mají lidé primárně neurologické potíže, které zahrnují nystagmus, třes, hyperreflexii, ataxii a změnu duševního stavu. Během chronické toxicity jsou gastrointestinální příznaky pozorované u akutní toxicity méně výrazné. Příznaky jsou často vágní a nespecifické. 

### Akutní a zároveň chronická toxicita
Při akutní a chronické toxicitě mají lidé příznaky akutní i chronické toxicity.

### Komplikace
U lidí, kteří přežijí intoxikaci, se mohou vyvinout přetrvávající zdravotní problémy. Tato skupina přetrvávajících zdravotních příznaků se nazývá syndrom ireverzibilní neurotoxicity způsobené lithiem (SILENT). Syndrom se projevuje nevratnými neurologickými a neuropsychiatrickými následky. Neurologické příznaky jsou cerebelární dysfunkce, extrapyramidové příznaky a dysfunkce mozkového kmene. Neuropsychiatrické nálezy vykazují deficity paměti, kognitivní deficity a subkortikální demenci. Pro diagnózu syndrom vyžaduje absenci předchozích symptomů a přetrvávání symptomů déle než 2 měsíce po vysazení lithia.

## Patofyziologie
Lithium se snadno vstřebává z gastrointestinálního traktu. Je dále distribuován do těla, s vyššími hladinami v ledvinách, štítné žláze a kostech ve srovnání s jinými tkáněmi. Vzhledem k tomu, že lithium je téměř výhradně vylučováno ledvinami, lidé s již existujícím chronickým onemocněním ledvin jsou vystaveni vysokému riziku rozvoje intoxikace lithiem. Otrava lithiem může být zaměněna za jiné syndromy spojené s užíváním antipsychotik, jako je serotoninový syndrom, protože lithium zvyšuje koncentraci metabolitu serotoninu v mozkomíšním moku.
Existuje několik lékových interakcí s lithiem. Interakce se mohou objevit u typických antipsychotik nebo atypických antipsychotik. Zejména některé léky zvyšují hladiny lithia zvýšením renální reabsorpce v proximálním tubulu. Tyto léky jsou inhibitory angiotenzin-konvertujícího enzymu, nesteroidní protizánětlivé léky a thiazidová diuretika.

## Diagnóza
Diagnóza je obecně založena na příznacích a nadále doplněna výsledkem měření hladiny lithia v krvi. Hladinu v krvi je optimální stanovit šest až dvanáct hodin po poslední dávce.  Normální hladina lithia v séru u léčených je mezi 0,6-1,2 mEq/l.  Některé krevní zkumavky obsahují lithium heparin, což může vést k falešně pozitivním výsledkům.
Při podezření na otravu lithiem mohou testy zahrnovat:
- glukóza z prstu
- koncentrace lithia v séru
- základní metabolický panel k posouzení funkce ledvin
- koncentrace acetaminofenu a salicylátu v séru k vyloučení jiných zdrojů akutního požití
- těhotenské testy z moči, aby se zajistilo, že léčba nezpůsobí potrat

Zobrazovací metody nejsou užitečné.

## Léčba
Pokud je intoxikace lithiem u osoby mírně nebo středně závažná, dávka lithia se sníží nebo úplně zastaví. Pokud je otrava závažná, může být nutné lithium z těla odstranit. Odstranění lithia se provádí na pohotovostním oddělení nemocnice. Může zahrnovat:
- Výplach žaludku. Trubička se zavede nosem nebo ústy do žaludku. Trubice se použije k odstranění lithia, které ještě nebylo stráveno. Může být také použita k podávání léků přímo do žaludku, aby se zabránilo vstřebávání lithia.
- Použití umělé ledviny k čištění krve ( dialýza ). To se obvykle provádí pouze v nejtěžších případech.[4]
- Zdá se, že diuretické léky, jako je furosemid a hydratace pomocí intravenózního fyziologického roztoku, jsou účinné při urychlení odstranění lithia a také při rehydrataci pacientů, kteří ztratili tekutiny.[4]
- Hemodialýza. Hemodialýza je široce obhajována jako prostředek ke snížení rizika trvalých neurologických následků po otravě lithiem. Ačkoli hemodialýza bez pochyb zvyšuje úspěšnost eliminaci lithia, není jasné, zda se to promítne do zredukování následků pacientů postižených otravou.[15]

Lidé mohou být posláni domů, jakmile je jejich hladina lithia nižší než 1,5 mEq/l a nemají žádné příznaky. 